# Djoehana Wiradikarta
Djoehana Wiradikarta (ur. 18 września 1896 w Bandungu, zm. 1 listopada 1986 tamże) – indonezyjski biolog; profesor mikrobiologii i serologii w Instytucie Technologii w Bandungu. 
Był założycielem Wydziału Lekarskiego Uniwersytetu Padjadjaran oraz pierwszym dziekanem tego wydziału w latach 1957–1962. Znalazł się także wśród założycieli prywatnej uczelni Universitas Nasional w Dżakarcie. 